# Felix Cruce
Ludvig Felix Filip Emanuel Cruce, född 15 januari 1913 i Kungsholms församling, Stockholm, död 27 februari 1973 i Maria församling, Helsingborg, var en svensk violinist.

## Biografi
Cruce, som studerade i Köpenhamn för Peder Møller och Max Schlüter var konsertmästare i Malmö konserthusorkester 1932–1940 och i Nordvästra Skånes orkesterförening 1940–1966 samt intendent där från 1966. Han var initiativtagare till Helsingborgs kammarmusikförening 1951 och till Helsingborgskvartetten (Erik Ekelund, violin; Karl-Henrik Edström, viola; Ulf Lagerwall, cello) 1943.
Han invaldes som associé nr 216 av Kungliga Musikaliska Akademien den 15 december 1960 och blev ledamot nr 764 den 1 juli 1971.